# خندزورسک
خندزورسک (به ارمنی: Խնձորեսկ) یک سکونتگاه مسکونی در ارمنستان است که در استان سیونیک واقع شده‌است.  در  کیلومتری جنوب کاپان، مرکز استان سیونیک واقع شده است.

## خصوصیات
خندزورسک ۶۷٫۸۶ کیلومترمربع مساحت و ۲٬۰۷۰ نفر جمعیت دارد و در ارتفاع ۱۵۸۰ متر بالاتر از سطح دریا قرار گرفته است.
| سال   | ۱۸۳۱  | ۱۹۳۹  | ۱۹۵۹  | ۱۹۷۹  | ۱۹۸۹  | ۲۰۰۱  | ۲۰۰۴  |
| جمعیت | ۱٬۳۴۲ | ۲٬۹۸۰ | ۱٬۹۹۲ | ۱٬۸۲۰ | ۱٬۷۲۵ | ۱٬۹۱۴ | ۲٬۰۲۷ |

## جاذبه‌های تاریخی

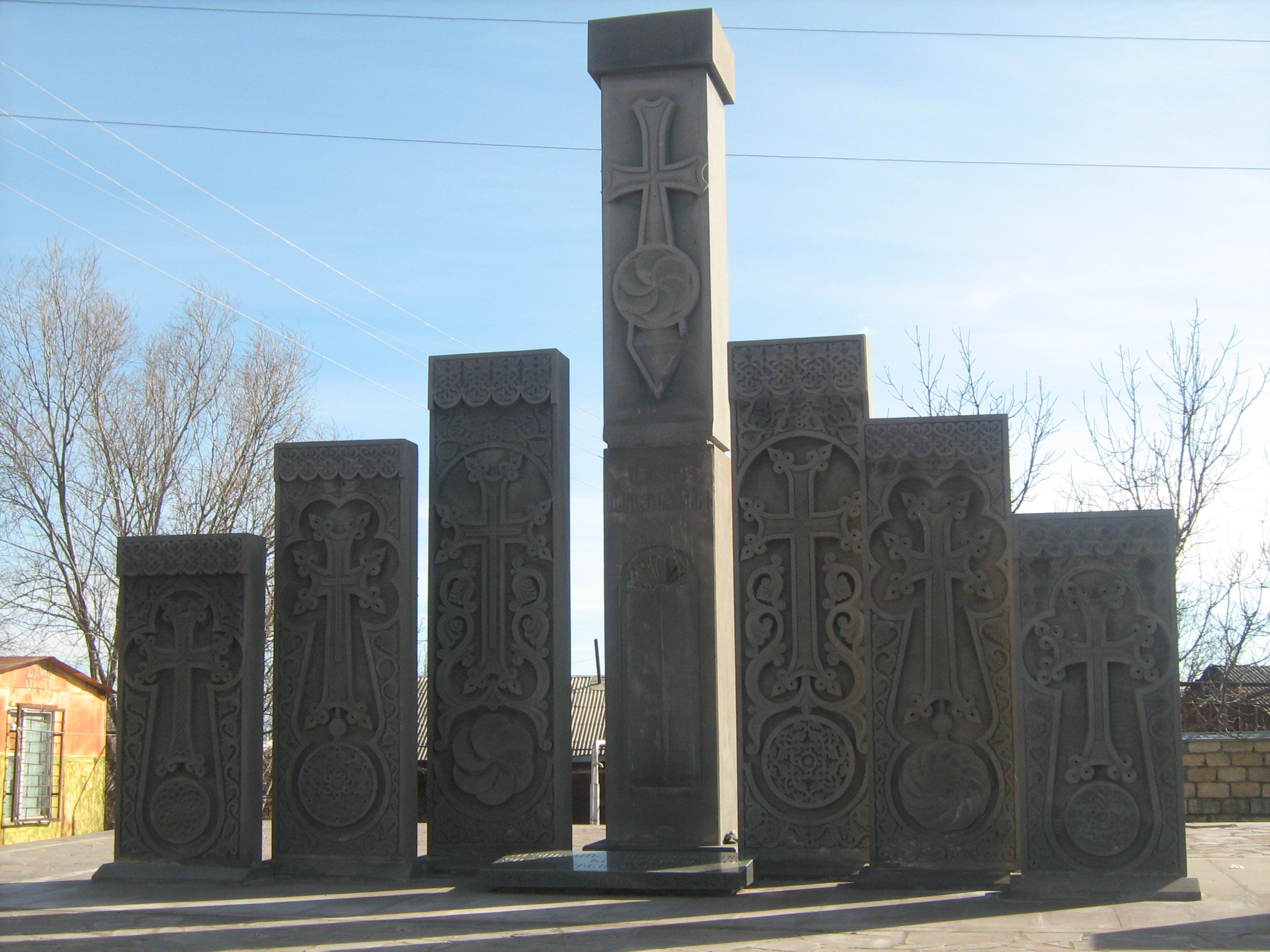
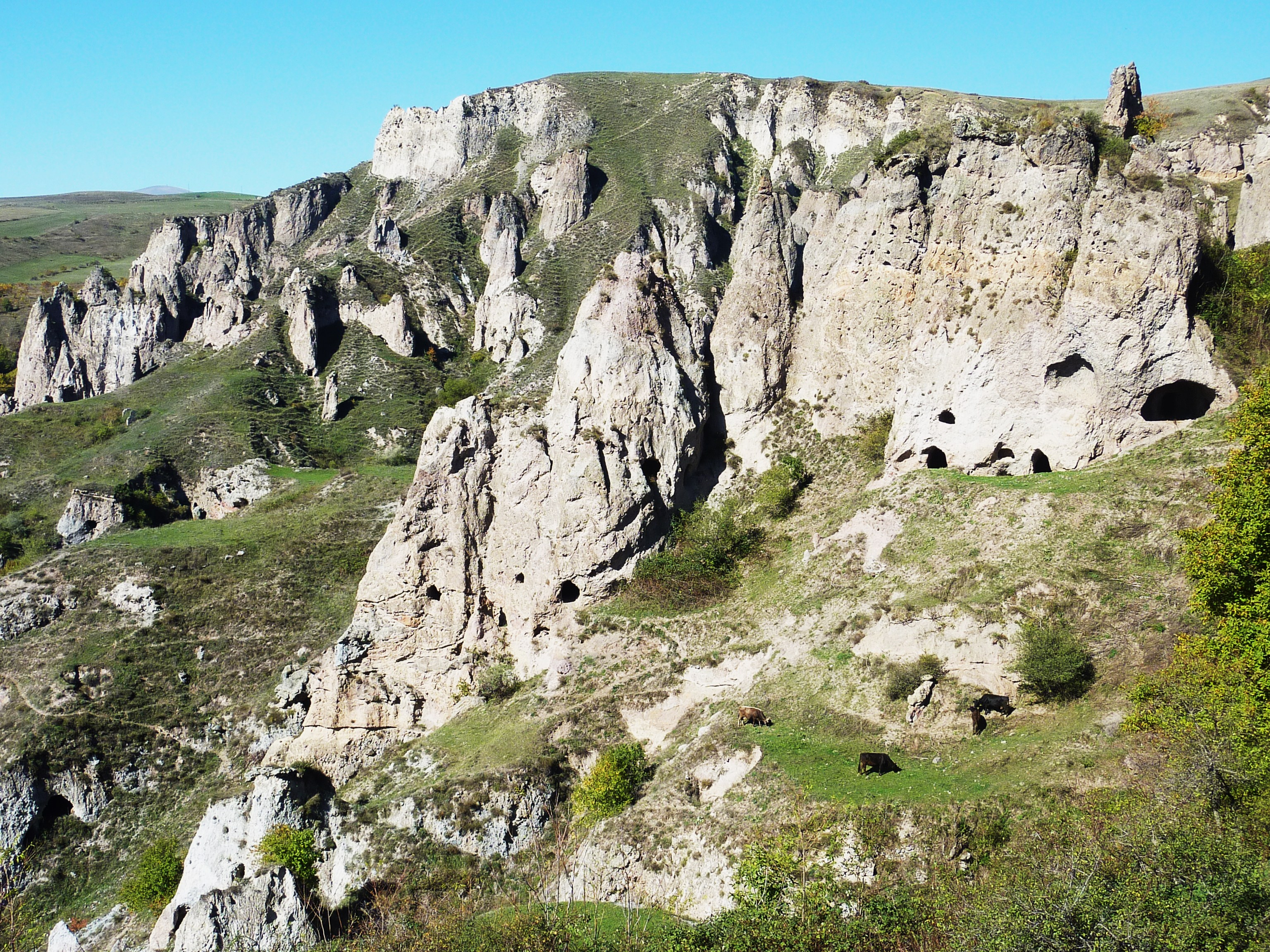
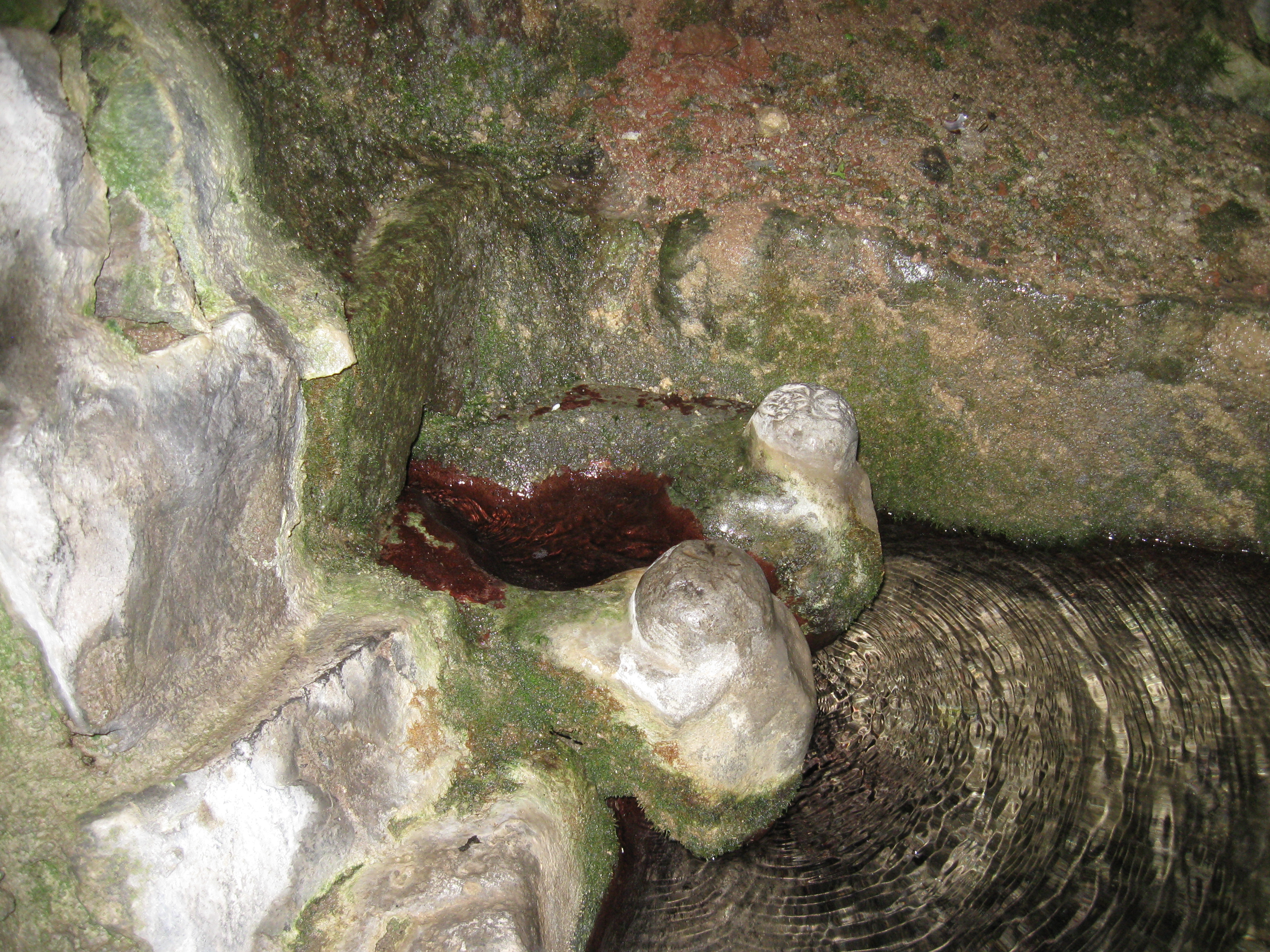
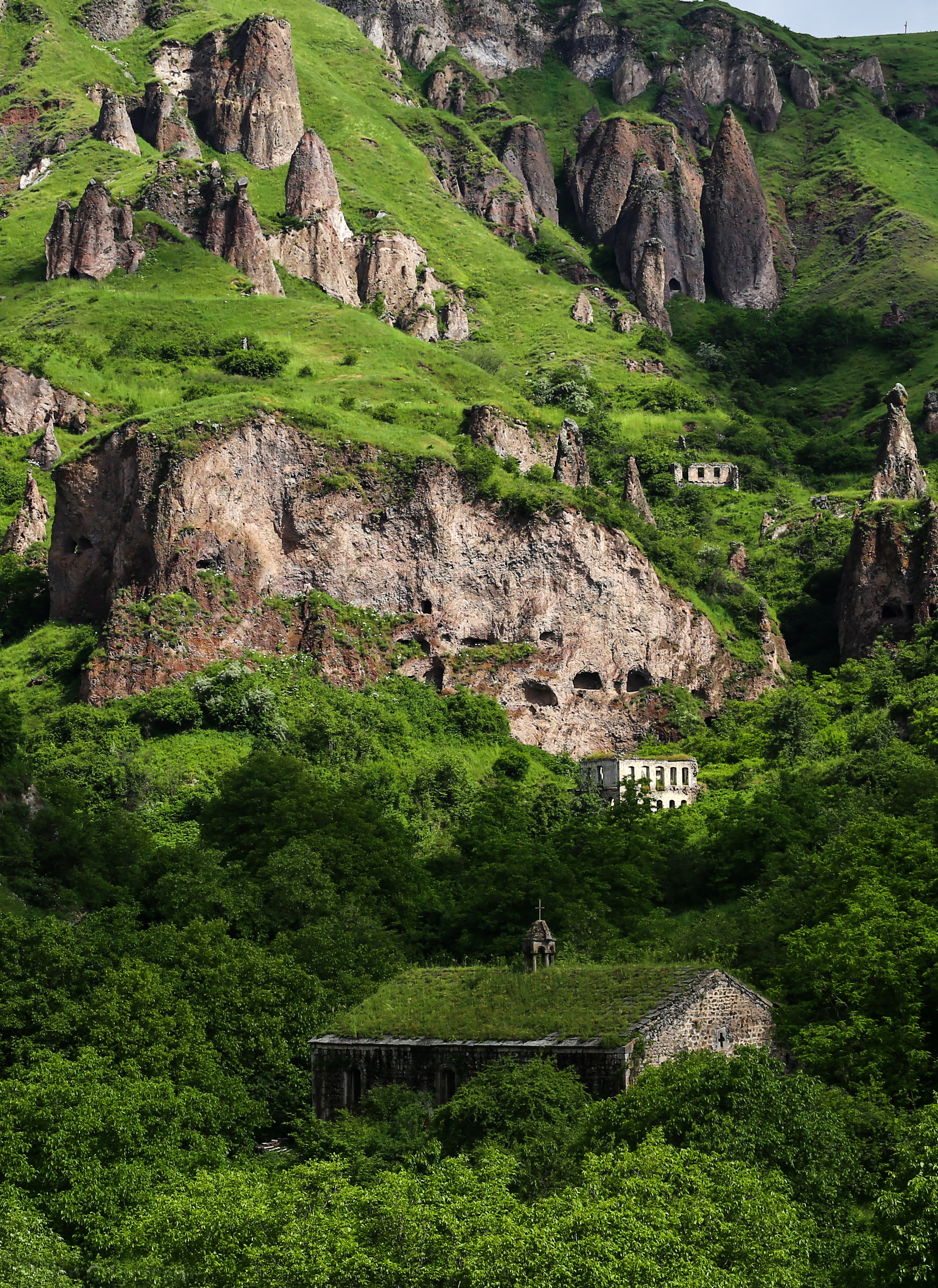